# Martin P6M SeaMaster
Le Martin P6M SeaMaster est un bombardier des années 1950 de type hydravion. Construit par Glenn L. Martin Company pour la marine américaine, il est sur le point d’être mis en service (la planification de la production était faite et des membres de l’US Navy formés) lorsque le programme est abandonné le 21 août 1959.
Conçu pour fournir à la Navy une force de frappe nucléaire stratégique le SeaMaster est rendu obsolète par le Polaris, le premier missile mer-sol pouvant être tiré depuis un sous-marin nucléaire.

## Lancement du programme

### Motivations
Le lancement de ce programme s'explique en partie par la rivalité entre les services des forces armées des États-Unis. En effet, vers 1950, la dissuasion nucléaire reste le domaine exclusif de la toute nouvelle US Air Force, via les bombardiers du Strategic Air Command. l'US Navy y voit une menace pour son prestige et ses budgets et veut disposer de ses propres vecteurs nucléaires. Le projet de porte-avion géant USS United States, qui aurait été capable d'emmener des bombardiers stratégiques, est abandonné en 1949. L'US Navy lance alors le projet d'un hydravion bombardier stratégique à capacité nucléaire.

### Attribution du contrat
La Marine émet une spécification en avril 1951, portant sur un hydravion à coque propulsé par turboréacteurs et capable de bombardement stratégique. Il doit être capable d'une vitesse de Mach 0,9 à très basse altitude (ce qui est sans précédant, un B-52 par exemple n'atteint une telle vitesse qu'en haute altitude), et transporter une charge offensive de 14 tonnes sur une cible à 2 400 km puis revenir à sa base. Le contrat est attribué à Martin, la seule offre concurrente ayant été émise par Convair.

## Caractéristiques générales
Le P6M-2 était un avion impressionnant. Rares étaient les avions de l'époque pouvant égaler sa vitesse de Mach 0,9 (1.100 km/h) à très basse altitude. L'aéronef était de construction lourde et robuste, avec un revêtement d'ailes de plus d'un pouce (25 mm) d'épaisseur. Les caractéristiques de pilotage normalement dociles et agréables du P6M-1 se dégradent à partir de Mach 0,8, du fait des effets de compressibilité. En effet, on observait une instabilité de l'assiette, des vibrations importantes, et des problèmes de fléchissement de l'aile, exigeant une action corrective importante du pilote. Jusqu'à ce que ces problèmes soient résolus, le P6M-2 ne pourrait pas être admis en service. Les nacelles de moteurs, agrandies pour les J75, sont mises en cause dans ces problèmes aérodynamiques. Le comportement sur l'eau pose aussi des difficultés. Les flotteurs latéraux tendent à s'immerger complètement dans certaines conditions; et il y a des sautes de régime moteur.

### Missions et équipements
Le Seamaster est avant tout conçu comme bombardier nucléaire. Dans ce rôle il devait emporter une Bombe thermonucléaire Mark 28 de plus d'une mégatonne, ou deux bombes plus petites de type « Mark 11 ». Cependant, l'U.S. Navy envisageait d'autres rôles pour l'hydravion :
- Bombardement conventionnel.
- Déploiement rapide de Mines marines : 5 à 28 mines, selon le modèle pouvaient être emportées, et déployées beaucoup plus vite que par des navires.
- Ravitaillement en vol : un nacelle de ravitaillement occupant la soute à bombe aurait pu transformer un P6M en ravitailleur, notamment pour augmenter l'autonomie d'un autre P6M en mission offcensive.
- Reconnaissance aérienne : l'avion aurait alors été équipé d'appareils photographiques et de bombes flash.

En matière d'armement défensif, le Seamaster était doté de deux mitrailleuses montées dans une tourelle de queue, commandée depuis le cockpit.

## Essais en vol, accident et modification
Le premier vol du XP6M-1 eut lieu le 14 juillet 1955. Les premiers essais ont montré que les moteurs étaient montés trop près du fuselage et le brûlaient quand la postcombustion était en fonction ; ce qui a conduit à incliner légèrement les moteurs vers l'extérieur sur les avions suivants. Les essais en vol initiaux ont été réussis, mais le 7 décembre 1955, une défaillance du système de contrôle a entraîné la destruction du premier prototype et la perte de tout l'équipage. Le premier prototype, le BuNo 138821, c/n XP-1, s'est désintégré en vol à 5 000 pieds (1 500 m) en raison de la détérioration de la queue horizontale due à un dysfonctionnement de la commande, en soumettant la cellule à un effort de 9 g tandis qu'il entreprenait un virage extérieur, s'écrasant dans la rivière Potomac, près de la jonction de la rivière St. Mary, tuant quatre membres de l'équipage.
Onze mois plus tard, le 9 novembre 1956, le deuxième prototype, le BuNo 138822, c/n XP-2, dont le premier vol remontait au 18 mai précédent, a été également détruit en raison d'une modification du système de contrôle du stabilisateur horizontal sans évaluation adéquate de la conception avant le test en vol. L'accident s'est produit à 15h36 près d'Odessa (Delaware) en raison d'une prise d'altitude défectueuse. Lorsque l'hydravion a atteint une altitude d'environ 21 000 pieds (6 400 m) et n'a pas répondu aux entrées de contrôle ; les quatre membres de l'équipage ont pu s'éjecter. L'aéronef s'est brisé après avoir chuté à 6 000 pieds (1 800 m) avant l'impact.
La première préproduction de YP6M-1 a été achevée environ un an plus tard, les essais ayant repris en janvier 1958.
Cinq autres appareils ont été construits en 1958 lorsque la Marine a annoncé que le Harvey Point Defense Testing Facility d'Hertford (Caroline du Nord) servirait de terrain d'essai pour la flotte de Martin P6M SeaMaster. Ces avions ont été équipés de versions d'essai de la suite complète de matériel de combat et ont été utilisés pour les évaluations de bombardement, de mouillage de mines et de reconnaissance. Les réacteurs J71 étaient peu fiables et l'avion avait des problèmes d'ingestion de pulvérisation à des poids bruts plus élevés, ce qui a limité les décollages aux conditions idéales. Le P6M-1 a également eu une déficience de contrôle sérieuse due à un marsouinage sous certains réglages de trim. Ces lacunes ont entraîné la réduction du programme P6M-1, car il n'a plus été jugé possible de le développer avec succès.
La marine et Martin ont estimé qu'une nouvelle version (P6M-2) fournirait un avion utile. La première a été lancée au début de 1959. Les changements comprenaient de nouveaux moteurs Pratt & Whitney J75 plus puissants, une sonde de ravitaillement en vol, une avionique améliorée et une voilure avec une meilleure visibilité. Un kit de ravitaillement en carburant a également été développé pour s'intégrer dans la soute à bombes. Trois appareils avaient été construits à l'été de 1959 et les équipages de la marine les avaient transférés pour une conversion opérationnelle lorsque le programme a été brusquement annulé en août de cette année.

## Abandon du projet
Les problèmes techniques ont finalement été résolus, mais en retard sur le calendrier, l'entrainement des équipages ayant déjà commencé. L'administration Eisenhower décidait des coupes importantes dans le budget de la Défense, ce qui obligeait la marine à procéder à des arbitrages. En août 1959, Martin reçoit l'ordre d'arrêter le programme. Les hydravions étant une composante secondaire de l'aviation navale, et le programme P6M devait disputer ses financements aux porte-avions, d'autant plus qu'il avait largement dépassé son budget. En outre, pour le rôle de frappe nucléaire stratégique, le sous-marin lance-missiles balistiques s'imposait comme une solution potentiellement supérieure. À l'ère de l'ICBM et du SLBM, le bombardier piloté est devenu un système d'armes nucléaires cher et peu fiable. Le programme P6M avait déjà coûté 400 millions de dollars (environ 2,5 milliards de dollars en dollars de 2004) et ne pouvait être justifié hors de la mission stratégique.
Martin a essayé, mais sans succès, de rentabiliser le développement de l'avion sur le marché civil, avec une version appelée SeaMistress ; mais il n'y eut pas de preneurs, et la société a rapidement abandonné l'entreprise entièrement tournée vers les avions pour se concentrer sur les missiles et l'électronique. Le P6M fut le dernier aéronef construit par la Compagnie Glenn L. Martin. Tous les exemplaires ont été mis au rebut bien que certaines sections de queue aient été préservées pour essai. L'une d'elles est maintenant dans le Musée Glenn L. Martin, dans l'état du Maryland.

## Illustrations

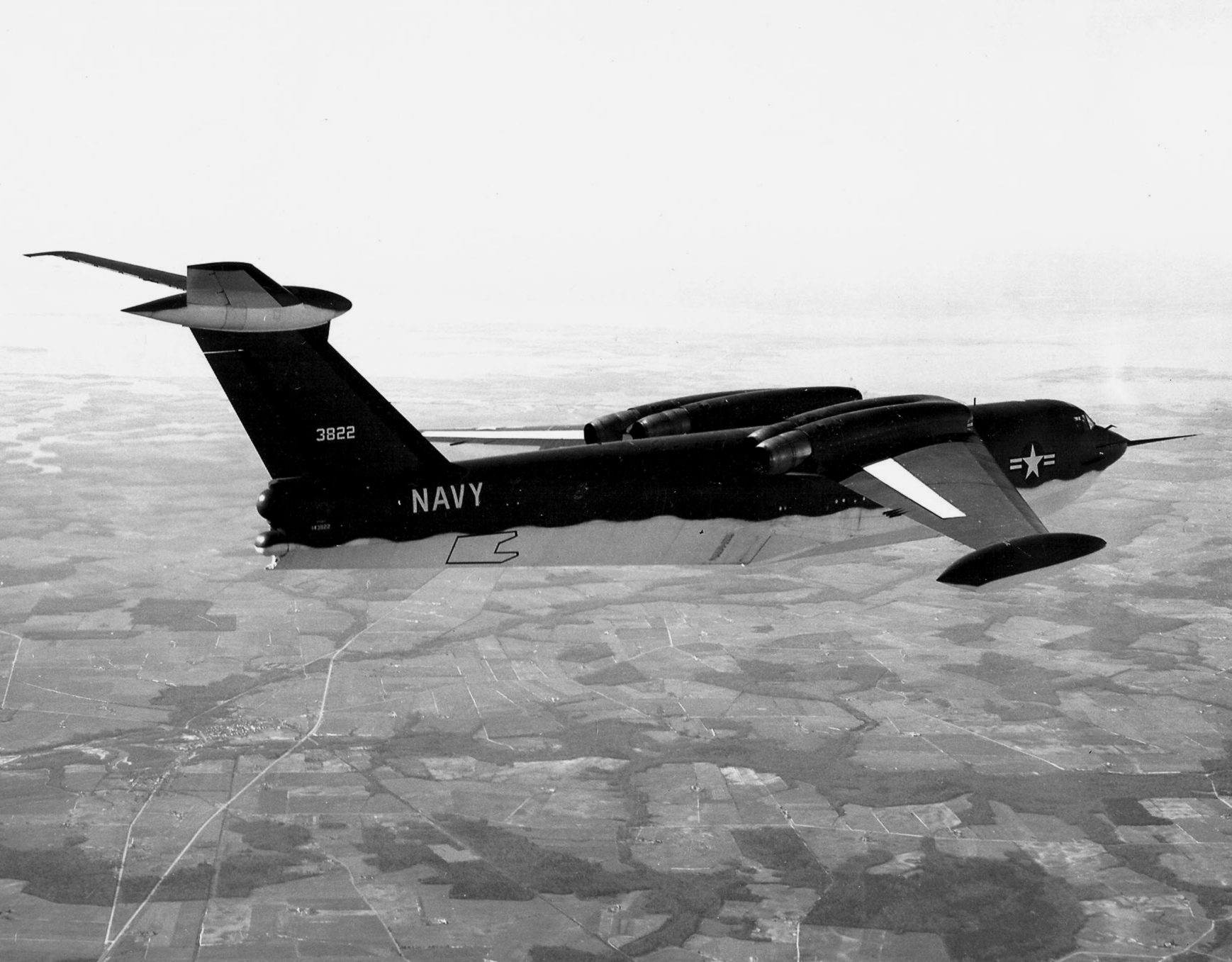
YP6M-1 en vol.
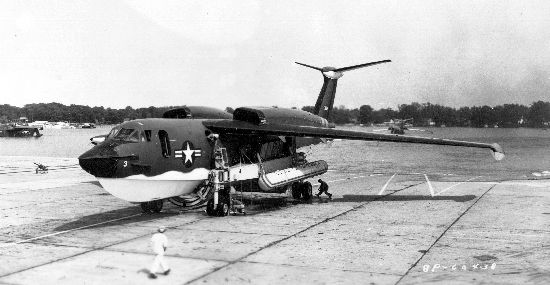
P6M-2 au sec, sur une cale.
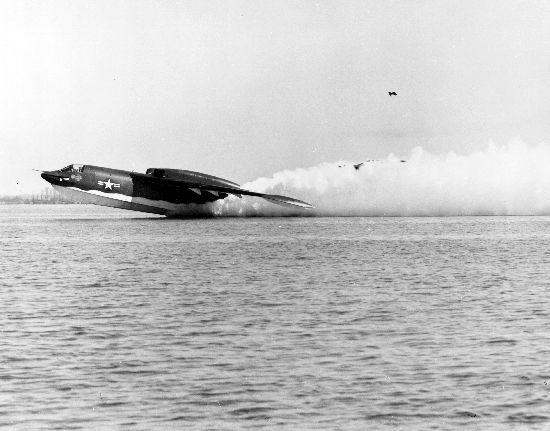
P6M-2 en phase de déjaugeage.